# Liket i biblioteket
Liket i biblioteket (original The Body in the Library) är en detektivroman av den brittiska författaren Agatha Christie. Boken kom ut på engelska 1942 och på svenska 1944. Det var den första av Agatha Christies böcker med Jane Marple som problemlösare som kom ut på svenska (Mord per korrespondens kom dock ut redan samma år).
Romanen handlar om morden på två flickor med liknande utseende. En av dem var en 18-årig dansare och den andra var en 16-årig flickguide med ambitioner att bli skådespelare. Mördarna såg medvetet till att det blev svårt att identifiera de mördade. Jane Marple upptäcker så småningom att dansaren var den tilltänkta adoptivdottern och arvtagerskan till en rik man. Hon börjar misstänka de andra potentiella arvtagarna till den gamle mannens förmögenhet.
Medan prologen utspelar sig i St. Mary Mead (där de tidigare Marple-romanerna utspelar sig), är romanens huvudsakliga miljö ett badortshotell. Robert Barnard berömde romanen för dess relativa realism och jämförde den med bristen på realism i en liknande roman av P.D. James.

## Handling
Pigan på Gossington Hall väcker mrs Bantry och ropar ”Det ligger en kropp i biblioteket!” Dolly Bantry väcker då sin man överste Arthur Bantry och ber honom att gå ner. Han hittar en ung kvinnas döda kropp på mattan i biblioteket. Hon var tungt sminkad, har platinablont hår och en silverprydd klänning. Översten kontaktar polisen och Mrs. Bantry ringer sin gamla vän Miss Marple. Polisens utredare består av överste Melchett och kommissarie Slack.
Melchett försöker identifiera den döda unga kvinnan och beger sig till Basil Blakes stuga i närheten. Blakes flickvän Dinah Lee, också platinablondin, är i högsta grad vid liv och anländer till huset medan Melchett intervjuar Blake. Dr Haydocks obduktion visar att den unga kvinnan, som var frisk men inte fullvuxen, dog mellan klockan 22 och 24 kvällen innan, hade blivit drogad och sedan strypt och var ”jungfrun intacta”. Miss Marple lägger märke till att flickans utseende inte stämmer, från hennes avbitna naglar till hennes gamla klänning. Hon delar sina observationer med Dolly.
Hotellgästen Conway Jefferson anmäler Ruby Keene, en 18-årig dansare på Majestic Hotel i Danemouth, som försvunnen. Josie Turner, en anställd på hotellet, identifierar kroppen på Gossington Hall som hennes kusin Ruby. Gästerna såg Ruby så sent som klockan 23 dansa med George Bartlett, men hon kom inte för sin dansuppvisning vid midnatt. Jefferson berättar för polisen att han har reviderat sitt testamente för att gynna Ruby, tills den lagliga adoptionen är klar.
Dolly och Miss Marple beger sig till Majestic för att undersöka saken närmare. Conway kallar Sir Henry Clithering, en före detta högt uppsatt polis, att delta i utredningen. Sir Henry träffar Miss Marple på hotellet och bjuder i sin tur in henne för att undersöka saken.
Conway gjorde stora ekonomiska uppgörelser för sina barn när de gifte sig. Sedan omkom hans fru, son och dotter i en flygolycka åtta år tidigare. De tre sörjande överlevande, svärsonen Mark, svärdottern Adelaide och Conway, utgör ett hushåll. De spelade bridge med Josie den kvällen. Polisen utesluter till en början svärsonen och svärdottern, eftersom de tror att var och en av dem är ekonomiskt säker. Men båda har ont om pengar, vilket Slacks utredning och Adelaides samtal med Dolly avslöjar.
Bartletts utbrända bil hittas med ett förkolnat lik inuti. Från en sko och en knapp identifieras liket som den 16-åriga flickguiden Pamela Reeves, som anmäldes försvunnen av sina föräldrar föregående natt.
Polisen ber Miss Marple att intervjua de andra flickorna på ett Guides-evenemang, och ber Sir Henry att förhöra Conways betjänt, Edwards. Miss Marple får veta av Pamelas vän Florence att Pamela hade blivit kontaktad av en filmproducent och erbjudits en provfilmning samma kväll, vilket var anledningen till att hon inte gick direkt hem. Edwards rapporterar att han såg en bild av Basil Blake falla ur Rubys handväska medan hon var med Conway, vilket pekar på Blake. Slack hade redan hittat mattan från Blakes hem dumpad.
Miss Marple tror sig veta vem mördaren är och söker bevis för sin slutsats. Hon besöker Dinah Lee; Basil återvänder hem, och han berättar hur han hittade liket på mattan vid midnatt när han kom hem ganska berusad efter en fest. Han flyttade liket till Bantrys hem, eftersom han inte tyckte särskilt mycket om Bantry. Han dödade inte flickan. Polisen griper honom ändå.
Tillbaka på hotellet ber Miss Marple familjen Bantry att hitta ett vigselbevis på Somerset House. Hon ber Sir Henry att kontakta Jefferson, som går med på att berätta för Mark och Adelaide att han kommer att ändra sitt testamente nästa dag och lämna sina pengar till ett vandrarhem i London. Sir Henry larmar polisen och visar vigselbeviset för Mark och Josie. Klockan 3 på natten kommer en inkräktare, Josie Turner, in i Conways sovrum och tas på bar gärning av polisen innan hon hinner skada Jefferson med en spruta fylld med digoxin.
Miss Marple förklarar hur hon tänker för Conway och polisen. Kroppen i biblioteket var Pamela Reeves, sminkad för att likna Ruby, men hennes avbitna naglar som avslöjade hennes ungdom. Det var Ruby som brändes i bilen. Alltså var hotellets alibi värdelösa. Miss Marple trodde inte på Josies utpekande (”människor är alldeles för tillitsfulla för den här onda världen”) och anade att en plan gått snett.
Hon misstänkte att Mark och Josie var gifta. Utöver att de ville att Conway skulle dö, när de fick reda på att Conway planerade att adoptera Ruby, gjorde de upp en plan för dubbelmordet. Mark lockade med sig Pamela till hotellet för den fiktiva provfilmningen. Josie klädde henne, färgade hennes hår och sminkade henne så att hon liknade Ruby, sedan drogade hon henne. Under bridgespelet tog Mark en paus och tog med sig den drogade Pamela till Blakes matta, där han ströp henne med hennes bälte. Strax före midnatt, när Ruby gick upp för att byta om till uppvisningsdansen, följde Josie efter henne och dödade henne genom en injektion eller ett slag. Efter midnattsdansen tog hon med sig Ruby, klädd i Pamelas kläder, i Bartletts bil till stenbrottet där hon tände eld på bilen. Under polisförhöret bryter Mark ihop och erkänner alla detaljer.
Adelaide säger att hon har gått med på att gifta sig med sin gamla friare, Hugo, vilket glädjer Jefferson. Hans nya testamente reglerar kontanter på Adelaide och lämnar resten till hennes son Peter.

## Karaktärer
- Miss Marple: bosatt i byn St. Mary Mead som har stor erfarenhet av att lösa mord.
- Överste Melchett: Polismästare i Radfordshire, där den första kroppen hittas.
- Dolly Bantry: en vän till hennes granne Miss Marple.
- Överste Arthur Bantry: pensionerad soldat, make till Dolly och ägare till stora egendomar.
- Kommissarie Slack: utreder båda morden och gör ett gripande. Trots sitt efternamn är han noggrann i sitt arbete.
- Dr Haydock: läkare som obducerar den första kroppen som hittats i Bantrys bibliotek.
- Conway Jefferson: förmögen man som bor på Majestic Hotel med sin svärson, svärdotter och styvbarnbarn. Han förlorade sina ben i en flygolycka, samma krasch där han förlorade sin fru Margaret, sonen Frank och dottern Rosamund några år tidigare. Han är en gammal vän till familjen Bantry.
- Mark Gaskell: Rosamund Jeffersons änkling. Han är en vältalig och stilig man, en spelare till personligheten. Han lever med sin svärfar i den delade sorgen efter flygkraschen, men hans svärfar gillade aldrig riktigt sin dotters val av make.
- Adelaide Jefferson: Frank Jeffersons änka. Hennes son 9-årige Peter Carmody föddes efter sin förste makes, Mike Carmodys, död. Hon är en bra mor och en pålitlig kvinna.
- Edwards: betjänt till Conway Jefferson. Han går med på att tala med Clithering, som bara kommer att dela med sig av den information som behövs till polisen.
- Ruby Keene: dansare som använder det artistnamnet, född Rosy Legge. Conway Jefferson gillar henne och går så långt som att säga att han kommer att adoptera henne och göra henne till sin arvinge när han ändrar sitt testamente. Hon är fattigt uppfostrad, och hennes yttre liknade hans dotter Rosamund, men olik Rosamund till personligheten, för Ruby var lycksökerska.
- Josie Turner: Rubys kusin, professionell dansare som bad Ruby att komma till hotellet för att ta hennes plats på dansgolvet medan hennes fotled läker efter en skada. Hon är smart, praktisk och vill ha pengar.
- Raymond Starr: född Thomas Ramon Starr, arbetar som tennisproffs och dansare på Majestic Hotel. Han hoppas kunna uppvakta Adelaide när hon är redo att överväga att gifta om sig. I detta förlorar han och är likgiltig över förlusten.
- Sir Henry Clithering: pensionerad chef för Scotland Yard och vän till Miss Marple. Han kallas in för att hjälpa till i utredningen av sin vän Conway Jefferson.
- Kommissarie Harper: från polisen i Glenshire, där hotellet ligger. Han ansluter sig till utredningen.
- Basil Blake: ung man som nyligen flyttat in i en stuga strax utanför St. Mary Mead och tycker om att förakta den äldre generationen. Han arbetar för en filmstudio cirka 30 mil bort och dyker upp i huset främst på helgerna. Miss Marple känner till hans tidigare liv som en flygvakt som räddade liv i en brinnande byggnad och skadade sig under det. Detta är den enda anspelningen på andra världskriget.
- Dinah Lee: kvinna med platinablont hår som dyker upp hemma hos Blake. De är gifta men berättar inte för någon i byn.
- George Bartlett: blyg man och Rubys sista danspartner. Han har en bil parkerad vid hotellet som blir stulen och anmäld försvunnen morgonen efter mordet på Ruby.
- Pamela Reeves: lokal 16-årig flickscout. Hon deltog i ett guidningsevenemang samma kväll som Ruby mördades. Hennes föräldrar anmälde henne försvunnen till polisen vid 21-tiden, bara timmar efter att hon skulle ha kommit hem. Dagen därpå namnges hon som liket som hittades i Bartletts stulna och brända bil.
- Florence Small: Pamela Reeves vän, som hon anförtrodde historien om provfilmningen på hotellet. Florence avslöjade sin nervositet för miss Marple, som valde henne för att fråga vad som egentligen hände den kvällen.
- Hugo McClean: gammal vän till Adelaide som vill gifta sig med henne. Till slut gör han det.

## Titel
I sitt ”Författarens förord” beskriver Christie ”kroppen i biblioteket” som en kliché i detektivromaner. Hon uppger att när hon skrev sin egen variant på detta tema bestämde hon sig för att biblioteket skulle vara helt konventionellt medan kroppen skulle vara högst osannolik och sensationell.
Ett annat exempel på den klichén fanns i det första avsnittet av den andra serien ("And the Moonbeams Kiss the Sea") av tv-serien Kommissarie Lewis, där kroppen av en hantverkare hittas i Bodleianska biblioteket. DS James Hathaway kommenterar till kommissarie Robbie Lewis: ”Du inser vad vi har, eller hur, sir. … Kroppen i biblioteket.”
I Philip Pullmans roman Lyras färd från 2017, lånar huvudpersonen en bok med titeln The Body in the Library.

## Litterär betydelse och mottagande
Maurice Willson Disher från The Times Literary Supplement var i sin recension den 16 maj 1942 imponerad av den kvinnliga aspekten som åstadkom lösningen av brotten. ”En del hängivna själar kan sucka efter Hercule Poirot, men det finns säkert andra som kommer att bli glada över att finna hans plats ersatt i den ”nya Agatha Christie” av miss Marple. Vad denna lättnad betyder är att professionella detektiver inte är någon match för äldre ungmör (inte alla så gamla), med viss träning i att titta under antimakasser, som nu är mycket på modet. Även om vi tar full hänsyn till detta har vi svårt att inte imponeras av gammaldags logik. När miss Marple säger: ”Klänningen var alldeles oriktig”, iakttar hon tydligt, fakta som är dolda för det manliga ögat – fakta som är av mycket livligt intresse. Liket i biblioteket borde göra Hendon Police College till samundervisning."
Maurice Richardson var inte lika imponerad av Christies insatser i sin recension i The Observer den 17 maj 1942 när han avslutade: ”Genialt, naturligtvis, men intresset är ganska diffust och villospåren har förlorat sin lyskraft.”
En icke namngiven recensent i Toronto Star (21 mars 1942) skrev: ”Det tar inte lång tid att läsa den här, men de två morden i den är så mystiska att du inte kommer att vilja lägga ifrån dig boken förrän mördaren är gripen.” Recensenten avslutar: ”Polisen gör en hel del efterforskningar, men det är Jane Marples skarpsinniga resonemang – kanske intuition – som hittar den felande länken och avslöjar en djävulsk komplott.”
Robert Barnard hade 1990 en positiv syn på denna roman. Han kallar intrigsituationen klassisk snarare än klichéartad. Det var en ”bravurföreställning på en klassisk situation”. Förflyttningen av inspelningsplatser, från Miss Marples by till ett badortshotell, var bra för berättelsen, ”St Mary Mead-stammisar figurerar i fallet, behagligt diversifierade av fashionabla hotellgäster vid havet och filmpubliken.” Frågan han tog upp handlar om sannolikheten för brotten och sättet att lösa dem, vilket han fann bättre än ett mysterium skrivet över 30 år senare av en annan författare, som sa att ”Om du tror att det som händer med kroppen efter döden är osannolikt, prova den mer ’realistiska’ P.D. James Ett olämpligt jobb för en kvinna.”

## Allusioner
I kapitel 8 nämns författaren själv av den unge pojken Peter Carmody. Peter förklarar att han tycker om att läsa deckare och säger att han har autografer av Christie, Dorothy L. Sayers, John Dickson Carr och H. C. Bailey.
I kapitel 9 säger överste Melchett att ”det finns fortfarande en sak att göra. Cherchez l’homme.” Det refereras till som ett skämt i boken och är möjligen en referens till Hercule Poirot, Christies andra berömda detektiv. Det är dock mer troligt att det är en referens till den populära frasen cherchez la femme, vilket innebär att det ofta finns en kvinna bakom en mans beteende och motiv i detektivhistorier; Eftersom offret i denna roman var en flicka, som antogs ha en manlig älskare, ändrades frasen skämtsamt av detektiven.
Medan hon förklarar hur hon kommit fram till vilka mördarna var och hur änkemannen Mr Jefferson så snabbt blev förälskad i en flicka trots att hon visste så lite om henne, nämner Miss Marple den gamla historien Kungen och tiggarflickan som en modell för omedelbar känslomässig reaktion. Alla de andra karaktärerna i romanen tycker hon har betett sig som någon hon kände från livet i byn.
I Christis Korten på bordet, publicerad sex år tidigare, känner Anne Meredith Ariadne Oliver som författare till en bok som heter Liket i biblioteket.

## Bearbetningar

### Tv

#### BBC-version
TV-filmen Liket i biblioteket från 1984 var en del av BBC-serien Miss Marple, där Joan Hickson gjorde sitt första framträdande i rollen som Jane Marple. Versionen sändes i tre delar mellan den 26 och 28 december 1984 och hade bara några få ändringar från romanen:
- Karaktären kommissarie Harper utelämnades.
- Bartletts bil byttes ut från en Minoan 14 till en Vauxhall Coaster.
- Conway ser bilden av Blake som ramlar ut ur Rubys handväska.
- Summan pengar som Ruby fick kvar ändrades från 50 000 pund till 100 000 pund.

#### ITV-anpassning
En andra filmatisering av romanen gjordes 2004 av ITV, som en del av serien Agatha Christies Marple. I huvudrollerna sågs Geraldine McEwan som Miss Marple, James Fox som överste Bantry, Joanna Lumley som Dolly Bantry, Ian Richardson som Conway Jefferson och Jamie Theakston som Mark Gaskell. Även om denna anpassning i stort sett var trogen den ursprungliga romanen fanns det flera förändringar:
- Josies medbrottsling och älskare är Jeffersons svärdotter Adelaide, inte hans svärson Mark Gaskell som i romanen.
- Tiden ändras till efter andra världskriget, med två relaterade ändringar:
  - Conways fru och barn dödades av en V-2-attack, inte i en flygkrasch (detta visas i en prologscen).
  - Mark, Frank och Peters far Mike var alla RAF-piloter i kriget.
- Karaktärerna Clithering, Edwards och McLean är utelämnade.
- Conway ser bilden av Blake som faller ut ur Rubys handväska, precis som i den tidigare filmatiseringen.
- Drogningen av det första offret avslöjas senare.
- Miss Marples förklaring av brottet kommer före fällan för att fånga mördarna, snarare än efter.

#### Fransk version
En tredje version var det nionde avsnittet av den franska tv-serien Les Petits Meurtres d'Agatha Christie. Avsnittet sändes första gången 2011.

#### Koreansk version
En fjärde version sändes som en del av den koreanska tv-serien Ms. Ma, Nemesis från 2018.

### Radio
En radioversion producerades för BBC Radio 4 1999.  Uppsättningen dramatiserades av Michael Bakewell och regisserades av Enyd Williams.
I rollistan återfanns June Whitfield som Miss Marple, Richard Todd som överste Melchett, Pauline Jameson som Dolly Bantry, Jack Watling som överste Bantry, Graham Crowden som Sir Henry Clithering och Ben Crowe som George Bartlett.